# Blang Geulanggang
Blang Geulanggang is een bestuurslaag in het regentschap Bireuen van de provincie Atjeh, Indonesië. Blang Geulanggang telt 540 inwoners (volkstelling 2010).